# 鹿港鳳山寺
鹿港鳳山寺，又稱鹿港德興街鳳山寺，位於臺灣彰化縣鹿港鎮，是供奉廣澤尊王的廟宇，2000年10月25日公告為古蹟。日治時期萬春宮因為要興建鹿港公會堂而被拆除後，廟中神像被寄祀到鳳山寺，現供奉於左廂房中；左廂房曾為鹿港北管樂社「玉如意」館址:84。2016年8月24日清晨因遭祝融而導致建築毀損。於2020年2月22日進行修復工程，2022年完工。

## 沿革
根據道光十年（1830年）廖春波所撰的〈鹿溪新建鳳山寺碑記〉，鹿港鳳山寺是在道光二年（1822年）由梁獻瑞捐款倡建，在甘武略等22人經理與地主盧西池獻地之下，從該年九月動工，道光四年（1824年）十月落成，耗資銀元1529元:76。而在建廟之前，廣澤尊王的香火可能在雍正年間已傳入鹿港，為米市街的苦力階層民眾所信奉:76。而雖然廟宇已在道光四年建成，但在道光十年才立碑紀念，對此學者卓克華推論可能是廟宇建成之後，仍有安座、建醮、慶成等等儀式，在道光十年完成後才立碑:77。而在此後，鳳山寺曾在咸豐六年（1856年）與光緒三年（1877年）重修:78、79。
到了日治時期，鳳山寺為鹿港一帶的「閤港廟」，且曾有慶昌行陳家的陳質芬擔任過管理人:80。除了陳質芬之外，還有其他的慶昌行陳家成員與鳳山寺有關，例如清代丙午科鹿港舉人陳宗潢即在咸豐九年（1859年，己未年）於鳳山寺牆壁上留有草書與兩對聯文:83。而大正十五年（1926年）鳳山寺重修，同樣身為慶昌行陳家成員且為首任鹿港街長的陳懷澄撰有〈重修鳳山寺碑記〉以記錄此事:81、82。而也由於慶昌行陳家（陳克勸創立）與鳳山寺關係密切，當陳懷澄拆除萬春宮以興建鹿港公會堂時，萬春宮的神像等文物遂寄祀於鳳山寺:84。
二次大戰後，鳳山寺在民國四十七年（1958年）7月進行正殿的修復工程，而後在民國七十年（1981年）略為修補，次年（1982年）進行較完整的整修，並重建過去曾為北館樂社「玉如意」館址的左廂房，此處供奉原本萬春宮的蘇府王爺與「玉如意」的西秦王爺:84、85。然而在民國七十九年（1990年）因為德興街拓寬工程，遂將三川殿後移，原有格局受到影響:86。
民國105年（2016年）8月24日凌晨5時30分發生火災，廟內清代古匾、全臺歷史最悠久之交趾陶及神像悉數焚燬。起火原因初判為香客祭拜後餘火引起。
於2020年2月22日進行修復工程，預計2022年完工，神像已搬至對面鹿港國小側門空地的臨時行館。

## 建築
鹿港鳳山寺為坐東朝西的兩進式建築，三川殿只有單開間的寬度，屋頂則是單簷硬山式。